# Želča
La Želča (in russo Желча́?) è un fiume della Russia nord-occidentale, tributario del Lago dei Ciudi. Scorre nei rajon Strugo-Krasnenskij e  Gdovskij dell'oblast' di Pskov. Appartiene al bacino del Mar Baltico.
La sorgente del fiume si trova sull'altopiano di Luga, a nord del lago Dubenskoe. Dalla sorgente, il fiume scorre in direzione occidentale poi prevalentemente in direzione ovest. Dal villaggio di Jamm il fiume è navigabile, attraversa i laghi Užinskoe, Dolgoe e Velino, dopodiché il fiume gira a sud-ovest e sfocia nella baia Želčenskij del lago dei Ciudi. Ha una lunghezza di 107 km; l'area del suo bacino è di 1 220 km².